# 안자이 노부아키
안자이 노부아키(일본어: 安斎 伸彰, 1985년 8월 19일 ~ )는 일본의 바둑 기사이다. 사이타마현 출신으로 일본기원 소속의 7단이다. 송광복 문하에서 공부했고 제74기 혼인보전 리그에 진출했고 제36기 신인왕전 준우승과 제23회 후지쯔배 세계 바둑 선수권 대회 16강에 진출했다.

## 경력
일본 사이타마현에서 태어났다. 4세경에 어머니의 권유로 바둑을 시작했다. 가족 중에서 바둑을 둘 줄 아는 사람이 없었지만 오델로 게임에 강해서 어머니가 바둑을 권유했다. 동네 기원에서 바둑 지도를 받았지만 나중에 송광복 9단을 소개받아 그의 지도를 받게 되었다.
초등학교 5학년 때부터 일본기원 도쿄 본원 원생이 되었고 1999년 중학교 2학년 때 기사 채용 시험 본선에 진출했지만 6승 21패에 그쳤다. 이 경험을 바탕으로 더욱 바둑 공부에 전념하여 2001년 기사 채용 시험 본선에서 19승 6패 1무의 좋은 성적을 냈지만 1승 차이로 합격을 놓쳤다. 이듬해 2002년 시험에서 23승 4패로 1위를 차지해 합격했고 2003년] 4월에 17세의 나이로 프로 바둑에 입단했다. 프로 입단 2년째인 2004년에 25승 10패의 성적을 거뒀다.
2005년 제14기 용성전 결승 토너먼트에 진출했짐나 1회전에서 고바야시 사토루에게 패배했고, 2006년 제31기 신인왕전 4강과 제1회 약리전 4강, 제3회 나가노배 U20 선수권대회 3위에 오르는 등 좋은 성적을 냈고 2007년 제2회 약리전 4강에 올랐고 이듬해 제3회 대회에서 준우승을 차지했다.
2010년 제23회 후지쯔배 세계 바둑 선수권 대회 예선을 거쳐 일본 대표로 혼자 본선에 출전하여 1차전에서 타이완의 천스위안에게 승리했지만 2회전에서 이세돌에게 패배하여 16강에 머물렀다. 이후 2011년 오카게배 바둑토너먼트에서 우승을 차지하고 제36기 신인왕전 결승에 진출했지만 무라카와 다이스케 9단에게 무승 2패로 져서 첫 타이틀 획득에 실패했다.
2012년 제3회 오카게배에서 우승하여 2회 연속으로 우승했고 제38기 천원전 본선에 올라 조치훈과 야마시로 히로시, 야마시타 게이고, 왕밍완을 차례로 꺽고 도전자 결정전까지 진출했지만 고노 린에게 패배하여 탈락했다. 2014년 제62기 왕좌전 본선에서 준결승까지 진출(린한제에게 져서 탈락)했고 제70기 혼인보전 최종 예선의 결승까지 진출했지만 류시훈에게 패해 첫 3대 기전 입성에 실패했다.
2018년 제74회 혼인보전 최종 예선에서 무라카와 다이스케와 가타오카 사토시, 왕리청을 물리치고 리그 입성에 성공했지만 본선에서 무승 7패로 무너졌다.